# アンプス (フランス)
アンプス(Ampus)とは、フランス南東部のプロヴァンス＝アルプ＝コート・ダジュール地域圏のヴァール県にあるコミューンである。
アンプスの丘の上の村はドラギニャンの北西14kmに位置している。 